# Don't Tread on Me
«Don't Tread on Me» (en español, «No me pisotees») es la sexta canción del quinto álbum de Metallica, titulado Metallica pero más conocido como The Black Album, del año 1991.
El título está conectado con la Guerra de Independencia de los Estados Unidos. Las palabras "Don't tread on me" constituyen el lema de la bandera de Gadsden, y la imagen de la serpiente aparece en la portada del álbum. Al inicio de la canción se puede oír una melodía de la canción «America», del musical West Side Story.

Bandera de Gadsden, inspiradora de la canción «Don't Tread on Me».

## Créditos
- James Hetfield: Voz y guitarra rítmica.
- Kirk Hammett: Guitarra líder.
- Jason Newsted: Bajo eléctrico y coros.
- Lars Ulrich: Batería y percusión.